# Bau Winkel
Bau Winkel (Haarlem, 7 oktober 1948) is een Nederlandse grafisch ontwerper.

## Biografie
Bau Winkel studeerde in 1973 af aan de Koninklijke Academie van Beeldende Kunsten te Den Haag (Grafisch en Typografisch ontwerpen). Van 1978 tot 1982 studeert hij aan de Nutsacademie Rotterdam MO Beeldende Vorming. In 1973 begint hij als zelfstandig vormgever. Aan het begin van zijn carrière was hij naast vormgever werkzaam als illustrator. Als freelancer werkte hij namens de Staatsdrukkerij voor diverse overheidsinstellingen. Daarnaast werkt hij in opdracht van diverse Pr-bureaus. De eerste huisstijlen ontwierp Bau Winkel voor Arbouw en het Diakonessenhuis Utrecht.
Winkel ontwikkelde zich tot een specialist in typografie, toegepast op periodieken, jaarverslagen en huisstijlen. Als solist had hij tot halverwege de jaren ’80 verschillende ministeries en opdrachtgevers als Arbouw en OHRA. Matthias Noordzij werkt in 1986 enige maanden als stagiaire bij (inmiddels) Studio Bau Winkel. In 1987 wordt de studio uitgebreid met grafisch ontwerper Ellen Spanjaard.
In 1994 bracht Winkel samen met fotograaf Lex van Pieterson de goodwill-agenda Grenzen voor Drukkerij Ando uit, de eerste in een reeks van zes experimentele agenda’s voor deze Haagse drukker. Deze agenda viel meerdere malen in de prijzen, en vestigt de aandacht op de studio, die inmiddels was uitgegroeid tot een team van zes vaste ontwerpers en diverse stagiaires en freelancers.
Voor verschillende opdrachtgevers verzorgt de studio de huisstijl, logo’s, periodieken, waaronder Fonds 1818, de ISALA klinieken in Zwolle en de ministeries van Binnenlandse Zaken en van VWS. Naast de vormgeving ging Winkel zich nadrukkelijk richten op het concept van jaarverslagen. In het kader van 150 jaar Grondwet werd in 1998 voor het Ministerie van Binnenlandse Zaken een gelegenheidshuisstijl met logo en verschillende uitgaven gemaakt.
Bij Drukkerij Rosbeek verscheen in 2002 als goodwilluitgave een fotoboek met de zelfportretten die Bau Winkel dagelijks op een vast tijdstip tussen 1 januari tot en met 31 december 2001 maakte.
In 1996 ontwierp Bau Winkel samen met fotograaf Lex van Pieterson de postzegel Twintig jaar Sesamstraat, en in 2010 ontwierp de studio de postzegel Tour de France 2010.
In 2012 ging de film Mijn naam was Cohen onder regie van Ger Poppelaars in première. In deze documentaire reisde Winkel de lange tocht door bezet Europa na, die zijn ouders in 1942 maakten, op de vlucht voor de Duitse bezetter. In het verlengde hiervan bracht Winkel het boek Vlucht uit Holland, een weergave van het geschreven en getekende verslag dat zijn vader tijdens de vlucht maakte.
Winkel was docent aan het Muzisch Centrum van de Technische Universiteit Delft (1984-1987) en gaf gastcolleges aan de Koninklijke Academie van Beeldende Kunsten Den Haag en de Hogeschool Sint-Lucas te Gent.
Het werk van (Studio) Bau Winkel werd vele malen genomineerd en bekroond, waaronder met de Eurographic Press Award, The Simpson Show,  D&AD Wood Pencil,Type Directors Club Award for typographic excellence, de Nederlandse Huisstijlprijs, en de ADCN Lamp.
Sinds 2011 wordt Studio Bau Winkel voortgezet door KatjaHilbergOntwerpers. Het gehele oeuvre en archief van Studio Bau Winkel is opgenomen in de collectie van Huis van het boek Den Haag.

## Werken (selectie)
- Letterontwerp voor HAAGSKAPITAAL (2008)[14]

## Galerij

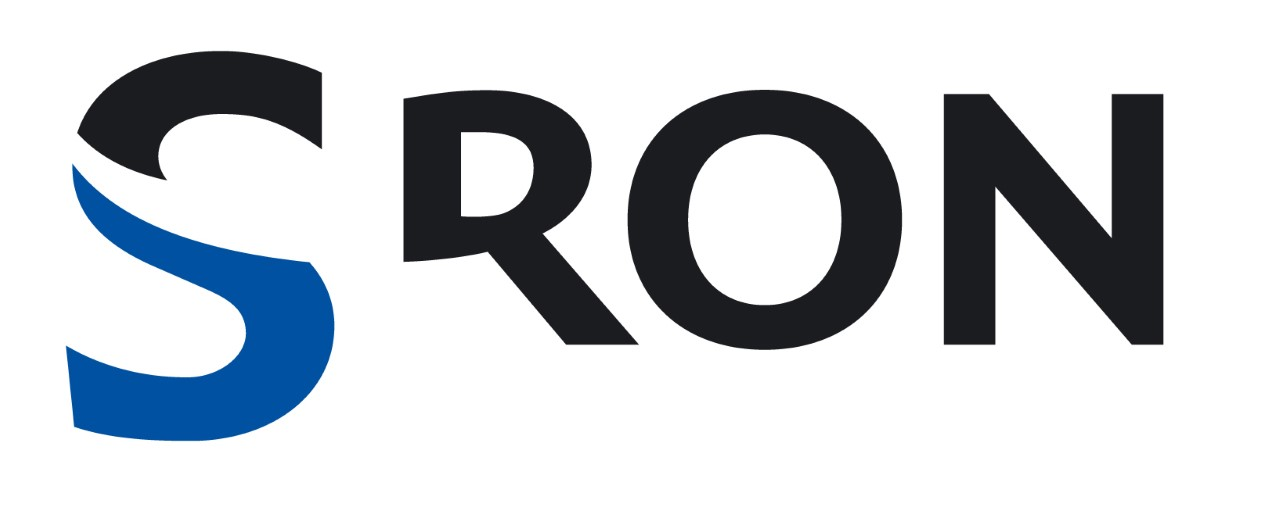
Logo SRON, Netherlands Institute for Space Research
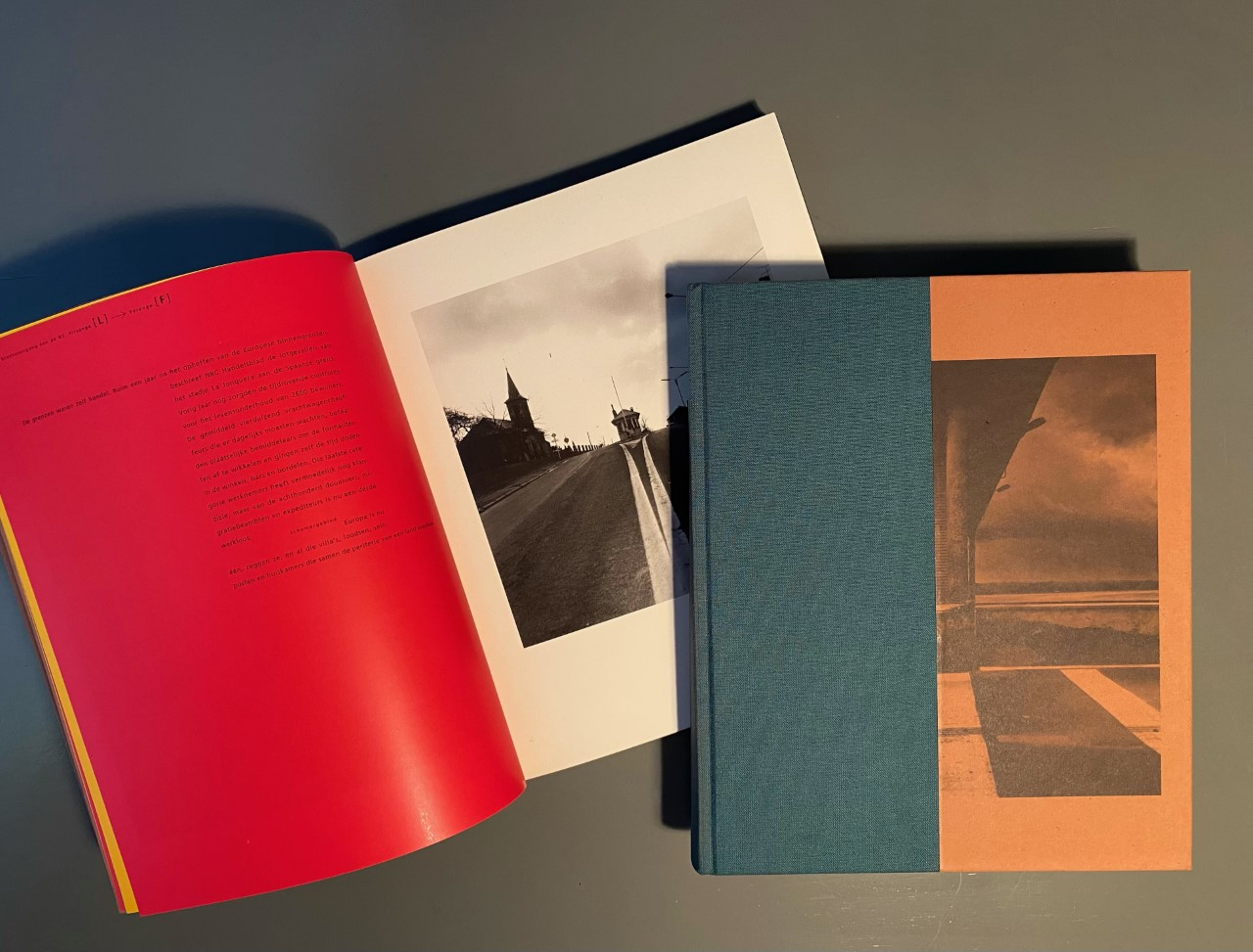
Bau Winkel en Lex van Pieterson (fotograaf), Grenzen (met tekst van Tracy Metz), Agenda voor drukkerij ANDO